# 海鮋屬
海鮋屬（學名：Pontinus），又稱冠帶鮋屬，為鮋形目鮋科下的一屬。

## 種
本屬目前辨認出19個種：
- 紅身海鮋（P. accraensis）
- 長吻海鮋（P. castor）
- 克氏海鮋（P. clemensi）
- 珊瑚海鮋（P. corallinus）
- 紅體海鮋（P. furcirhinus）
- 南美海鮋（P. helena）
- 古氏海鮋（P. kuhlii）
- 黑斑海鮋（P. leda）
- 長棘海鮋（P. longispinis）
- 大頭海鮋（P. macrocephalus）
- 絲眼海鮋（P. nematophthalmus）
- 眉鬚海鮋（P. nigerimum）
- 黑點海鮋（P. nigropunctatus）
- 拉氏海鮋（P. rathbuni）
- 玫瑰海鮋（P. rhodochrous）
- 希拉海鮋（P. sierra）
- 條紋海鮋（P. strigatus）
- 觸手冠海鮋（P. tentacularis）
- 沃氏海鮋（P. vaughani）

## 文獻
1. ↑  Sepkoski, Jack. . Bulletins of American Paleontology. 2002, 364: p.560  [2007-12-25]. （原始内容存档于2011-07-23）.
2. ↑  Froese, R. & Pauly, D. (eds.) (2014). Species of Pontinus. FishBase. Version 2014-06.